# Lapin Kulta

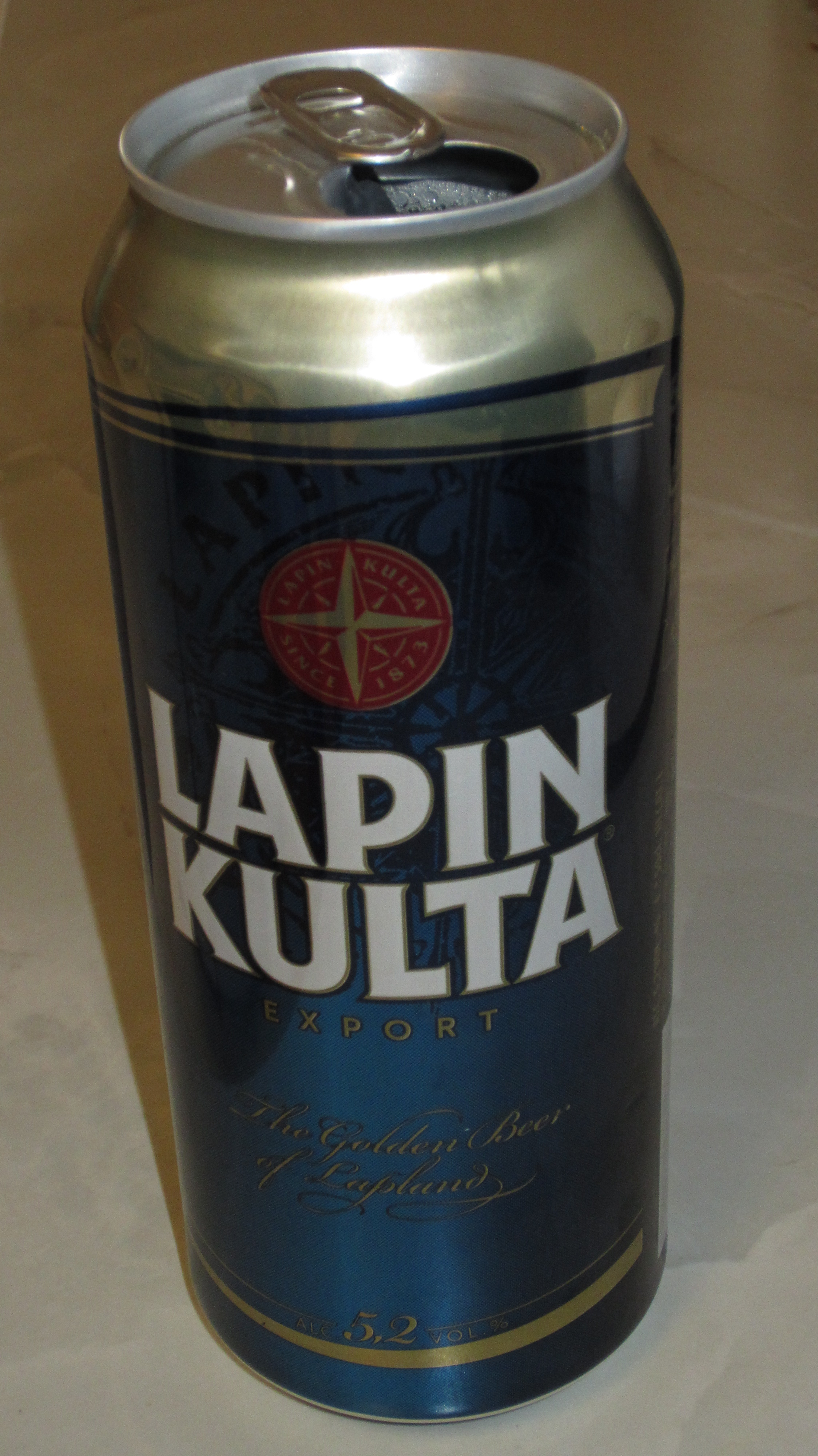
Lapin Kulta

Lapin Kulta (Złoto Laponii po fińsku) – marka piwa fińskiego produkowana przez firmę o tej samej nazwie w mieście Tornio. Obecnie firma jest własnością Hartwalla.
Browar został założony w roku 1873, ale nazwy Lapin Kulta zaczęto używać dopiero w 1963 roku. Browar musiał wykupić firmę zajmującą się poszukiwaniem złota by móc legalnie korzystać z nazwy. Pisma firmy wciąż wskazują jako obszar działalności "poszukiwanie złota oraz produkcja i dystrybucja złota".